# Iulian Buga
Iulian Buga (n. 31 august 1957, Roșiorii de Vede, Teleorman, România) este un diplomat român, care deține funcția de ambasador al României în Republica Singapore.
Anterior a activat ca Ambasador al Romaniei in Regatul Suediei intre 2015 si 2022 si SUA, între 2013 și 2015. A fost secretar de stat în Ministerul de Externe în perioada 2007-2009, ambasador în Olanda între 2001-2007 și a coordonat Direcția America de Nord din Ministerul de Externe între 1999-2001. Între  2009 - 2013 a fost ambasador al României în Irlanda.
Pe 4 decembrie 2013 a fost acreditat ca ambasador În SUA
În 2001 a fost acreditat ca Ambasador al României în Regatul Țărilor de Jos, conducând misiunea diplomatică din această țară până în 2007. 
În aceeași perioadă, ambasadorul Buga a deținut și poziția de Reprezentant Permanent al României la Organizația pentru Interzicerea Armelor Chimice, unde, printre altele, a fost și Președinte al Comitetului Conferinței Statelor Părți între 2005-2006.
Diplomat cu o carieră de peste 24 de ani, deținând rangul diplomatic de ambasador, Iulian Buga a acoperit o serie de însărcinări în Ministerul Afacerilor Externe, atât în România cât și în exterior. Astfel, între 2007 și 2009 a deținut poziția de Secretar de Stat pentru Afaceri Politice și Strategice. A lucrat, de asemenea, ca director al Direcției pentru America de Nord, după ce a revenit din misiunile de diplomat în cadrul Ambasadei României la Washington și Consul General a.i. în cadrul Consulatului General de la Los Angeles.  În Centrala MAE a mai ocupat și funcția de director-adjunct al Direcției de Protocol.
Absolvent al Universității Politehnice din București, el a obținut ulterior titluri post-universitare în management, marketing, IT și studii diplomatice, atât în România cât și în străinătate. Este de asemenea absolvent, cu Distincție, al cursurilor masterale în relații internaționale și diplomatice ale Universității Westminster din Londra.
Regina Beatrix a Olandei i-a conferit Ordinul Național “Orania-Nassau”, în rang de “Cavaler al Marii Cruci”. Este, de asemenea, Cavaler al Ordinului Național al României “Serviciul Credincios”, precum și recipient al “Ordinului Diplomatic” al României. Patriarhul Bisericii Ortodoxe Române i-a conferit distincția “Crucea de Aur a Patriarhiei Ortodoxe”. 
Ambasadorul Buga și soția sa au o fiică.